# Walter Leinweber
Walter Leinweber   (Füssen, 18 d'abril de 1907 - Füssen, 2 de març de 1997) va ser un jugador d'hoquei sobre gel alemany que va competir durant la dècada de 1930.
El 1932 va prendre part en els Jocs Olímpics de Lake Placid, on guanyà la medalla de bronze en la competició d'hoquei sobre gel.